# ムッシュ・ムチュランI世
ムッシュ・ムチュランI世は、青森県むつ市が地場産品の販売促進を目指し取り組んでいるプロジェクト「むつ市のうまいは日本一!」のイメージキャラクター。

## 概要
名前のムチュランとは、むつと夢中をイメージさせたものである。
ムチュランのキャッチフレーズは「てっぺん下北　味・趣・覧（みしゅらん）　むっつ星」である。これは、農林水産物、自然、人情の素晴らしく、味（あじ）、趣（おもむき）、様（さま）は三つ星どころか、むっつ星だという思いをこめたもの。

## ムチュランとは
出身は遠い夜空に輝く美食星である。釜臥山から見えるむつ市の夜景の美しさを、大地に輝くアゲハ蝶を思いむつ市に降り立った。むつ市と下北の豊かな食と人々の優しさに魅せられて住みついた。
2009年9月1日付けでむつ市から特別住民票を交付された。住民票によると、生年月日は平成元年6月2日（地球暦）、住所はむつ市中央一丁目8番1号（むつ市役所本庁舎の所在地）となっている。また、イメージソングも作られた（作詞・作曲・編曲・歌は青森放送のラジオ番組から生まれた3人組ユニット「トリオ★ザ★ポンチョス」）。
2010年8月18日に幼馴染で2つ年下のマダム・ムチュリーと結婚。
2012年6月23日には、待望の第一子「プリンセス・ムチュリン」が誕生した。